# Oeonistis delia
Oeonistis delia là một loài bướm đêm thuộc phân họ Arctiinae, họ Erebidae.